# Raúl Asencio
Raúl Asencio del Rosario (Las Palmas, 2003. február 13. –) spanyol labdarúgó, aki középhátvédként játszik a Real Madrid csapatában.

## Pályafutása

### Ifjúsági karrier
Asencio a Veteranos del Pilar csapatánál kezdett el futballozni, majd az UD Las Palmas akadémiáján folytatta, ahonnan a Real Madrid utánpótlásába igazolt 2017-ben.

### Klubcsapatokban
Egy rövid, az RSC Internacional csapatánál eltöltött időszak után Asencio visszatért a Real Madridhoz, és a tartalékcsapatában játszott.  Ott a csapat egyik legfontosabb játékosának tartották. 2024. november 9-én debütált a LaLigában, csereként beállva az Osasuna elleni 4–0-s győzelem során. Két héttel később, 2024. november 24-én Asencio kezdőként debütált a LaLigában a Real Madrid színeiben, egy  3–0-s győztes meccsen a Leganés ellen.
A 2024–25-ös idényben 42 tétmérkőzésen játszott a Real Madridban, köztük 23 bajnokin, 10 BL-meccsen és 6 kupameccsen.

### A válogatottban
2025 márciusában meghívót kapott a spanyol nemzeti válogatottba az UEFA Nemzetek Ligája negyeddöntőire, de nem lépett pályára.

## Játékstílusa
Magabiztos labdakihozatalairól és fizikális játékáról ismert. Átlagosan 93%-os passzpontossággal és 68%-os párharcnyerési aránnyal játszik a La Ligában. Játékstílusát gyakran hasonlítják a Sergio Ramoséhoz.

## Sikerei, díjai
- FIFA Interkontinentális Kupa: 2024[2]